# Eletro
Electro (AO 1945: electro) (em latim: electrum) é uma liga que ocorre naturalmente de ouro e prata, com vestígios de cobre e outros metais. Também tem sido produzido artificialmente e é conhecido como ouro verde. Os gregos antigos o chamavam de "ouro" ou "ouro branco", em oposição ao "ouro refinado". Sua cor classifica-se entre dourado pálido e brilhante, dependendo das proporções de ouro e prata. O teor de ouro no electro natural na Anatólia Ocidental vai de 70% a 90%, em contraste ao 45-55% no electro usado na cunhagem Lídia antiga da mesma área geográfica. Isto sugere que um motivo para a invenção da cunhagem nesta área era aumentar os lucros da senhoriagem emitindo dinheiro com um teor de ouro menor que o usual.
Electro era usado nas primeiras moedas metálicas e, já no III milênio a.C. no Império Antigo, algumas vezes como cobertura externa para os piramídios no topo de pirâmides e obeliscos do Antigo Egito. Electro era usado também na fabricação de antigos recipientes para beber. Por várias décadas, as medalhas entregues com o Prêmio Nobel eram feitas de ouro verde banhado a ouro.
O nome electro era também usado para denotar a alpaca, principalmente por seu uso na fabricação de instrumentos técnicos.

## Composição
O electro consiste principalmente de ouro e prata, mas às vezes é encontrado com vestígios de platina, cobre e outros metais. Análises da composição do electro na antiga cunhagem grega que data de cerca de 600 a.C. mostra que a composição de ouro era de cerca de 55,5% na cunhagem emitida pela Foceia. No período clássico inicial, o teor de ouro no electro variava de 46% na Foceia para 43% em Mitilene. Na cunhagem mais recente destas áreas, datando de 326 a.C., o teor de ouro em média era de 40% a 41%. No período helenístico, moedas de electro com uma proporção decrescente regularmente de ouro foram emitidas pelos cartagineses. No extinto Império Romano do Oriente, controlado por Constantinopla, a pureza da cunhagem de ouro foi reduzida, e uma liga que pode ser chamada de electro começou a ser usada.

## Aparições
A cor do electro é amarelo pálido ou branco-amarelado e o nome é uma forma latinizada da palavra grega ἤλεκτρον (èlektron), mencionada em Odisseia, referindo-se a uma substância metálica composta de ouro misturado com prata. A mesma palavra também foi utilizada para o âmbar, provavelmente por causa da cor amarelo pálido de certas variedades, e é a partir de propriedades eletrostáticas de âmbar que as palavras inglesas modernas "elétrons" e "eletricidade" são derivadas. Electro foi muitas vezes referido como ouro branco em tempos antigos, mas poderia ser mais bem descrito como "ouro pálido". A utilização moderna do termo ouro branco refere-se normalmente ao ouro ligado com qualquer um ou uma combinação de níquel, prata, platina e paládio, para produzir um ouro prateado.

## História
O electro é citado em uma expedição enviada pelo faraó Sefrés da V dinastia egípcia. Ele é discutido também por Plínio, o Velho em seu História Natural.
O electro é, possivelmente, referido a três vezes na Bíblia (ou seja, se a tradução da Septuaginta do termo חַשְׁמַל precisa). Em todos os três casos, é usado para descrever um tipo de brilho visto nas visões do profeta Ezequiel (Ezequiel 1-4 e 27; 8-2). A palavra também aparece em textos sumérios; por exemplo, no livro perdido, quando Enki diz a seu escriba mestre (Edubsar) para anotar tudo o que ele diz, o texto menciona um estilete de electro com um cristal na ponta que brilhava.
Acredita-se que o electro era usado em peças de moeda cerce de 600 a.C. no Reino da Lídia durante o reinado de Alíates.
o electro era muito melhor para a cunhagem do que o ouro, principalmente porque era mais duro e mais durável, mas também porque as técnicas de refino de ouro não eram difundidas na época. A discrepância entre o teor de ouro do electro da moderna Anatólia Ocidental (70-90%) e a cunhagem da antiga Lídia (45-55%) sugere que os lídios já tinha resolvido a tecnologia de refinação de prata e foram acrescentando prata refinada ao electro nativo, algumas décadas antes de introduzir as moedas de prata pura citadas abaixo.
Na Lídia, o electro era cunhado em moedas de 4,7 gramas, cada uma no valor de 1/3 de estáter (que significa "padrão"). Três dessas moedas (com um peso de cerca de 14,1 gramas, quase metade de uma onça) totalizavam um estáter, o soldo de um mês para um soldado. Para complementar o estáter, foram feitas divisões: o trite (terceiro), o hekte (sexto) e assim por diante, incluindo 1/24 de um estáter, e mesmo até 1/48 e 1/96 de um estáter. A de 1/96 de estáter tinha apenas 0,14-0,15 gramas. Denominações de maior dimensão, como por exemplo a de um estáter, foram cunhadas também.
Por causa da variação da composição do electro, era difícil determinar o valor exato de cada moeda. A negociação generalizada foi prejudicada por esse problema, já que mercadores estrangeiros cautelosos ofereciam taxas pobres em moedas de electro locais.
Essas dificuldades foram eliminadas em 570 a.C., quando as moedas de prata pura foram introduzidas. No entanto, a moeda comum de electro permaneceu até cerca de 350 a.C.. A razão mais simples para isso é que, por causa do teor de ouro, um estáter de 14,1 gramas valia tanto quanto dez peças de prata de 14,1 gramas.